# Yves Rees
Yves Rees (11 de março de 1988) é um pesquisador australiano de História da Austrália, mais conhecido por seu trabalho sobre gênero, transnacionalismo e história da economia, bem como por escritos sobre identidade transgênero contemporânea e política.

## Infância e educação
Recebeu seu diploma de bacharelado em História com honras na Universidade de Melbourne (2009), mestrado em História na University College London (2011) e concluiu seu doutorado, intitulado "Travelling to Tomorrow: Australian Women in the United States, 1910–1960" (em português:  "Viajando para o Amanhã: Mulheres Australianas nos Estados Unidos Estados, 1910–1960") na Australian National University (2016). Foi orientado por Angela Woollacott — membra da Royal Historical Society, da Academy of the Social Sciences e da Australian Academy of the Humanities.

## Carreira
Começou a trabalhar na Universidade de Sydney, em 2016, como pesquisador associado junior Kathleen Fitzpatrick e, posteriormente, antes de se mudar para a Universidade La Trobe, em 2017, como pesquisador David Myers. A partir de 2020, se tornou professor do Departamento de História da Universidade La Trobe. É membro do Conselho de História do estado de Vitória e co-organizador do Grupo de História Feminista de Melbourne (Melbourne Feminist History Group).
Também é ativo na divulgação acadêmica, contribuindo para a rádio ABC e para The Conversation e co-apresentando um podcast de História.
Tornou-se conhecido por sua discussão sobre pessoas trans e tópicos relacionados ao gênero através de lentes autobiográficas.

## Prêmios e honras
Em 2018, ganhou o Serle Award — prêmio bianual administrado pela Associação Histórica Australiana (The Australian Historical Association). Em 2020, ganhou o The Calibre Essay Prize — prêmio anual da Australian Book Review.

## Trabalhos
- Anna Clark; Yves Rees; Alecia Simmonds, eds. (2017), Transnationalism, Nationalism and Australian History, Singapura: Springer, Singapore, OCLC 993774742, OL 37276257M, doi:10.1007/978-981-10-5017-6, Wikidata Q58213280
- Sam Elkin; Yves Rees; Tiffany Jones, eds. (1 de junho de 2021), Bent Street 5.1: Soft Borders, Hard Edges, ISBN 978-0-64519-351-0 (em inglês), Melbourne: Clouds of Magellan, OCLC 1258217245, Wikidata Q109405827
- Yves Rees (2021), All about Yves : notes from a transition, ISBN 978-1-76087-931-0 (em inglês), Sydney: Allen & Unwin, OCLC 1267767962, Wikidata Q109406050